# Neuwiedia borneensis
Neuwiedia borneensis é uma espécie de orquídea terrestre, família Orchidaceae, que habita Borneu.